# Cầu Kinh Dương Vương
Cầu Kinh Dương Vương  là một cây cầu bắc qua sông Đuống, nối liền huyện Tiên Du và thị xã Thuận Thành thuộc tỉnh Bắc Ninh, Việt Nam.
Cầu được khởi công xây dựng vào đầu năm 2018 với tên dự án là cầu Phật Tích – Đại Đồng Thành và được đưa vào sử dụng từ ngày 11 tháng 10 năm 2023. Trước đó, vào ngày 5 tháng 10, Hội đồng nhân dân tỉnh Bắc Ninh đã quyết định đặt tên cầu là cầu Kinh Dương Vương, theo tên của Kinh Dương vương, vị vua nước Xích Quỷ trong truyền thuyết Việt Nam và được xem là Thủy tổ của người Bách Việt. Khu di tích lăng và đền thờ Kinh Dương Vương hiện nằm ở thôn Á Lữ, xã Đại Đồng Thành, thị xã Thuận Thành, cách vị trí cầu không xa.

## Thiết kế
Cầu có kiến trúc 5 vòm chịu lực mang hình tượng cặp rồng thời Lý, thân rồng cuộn hình chữ S. Giữa đỉnh vòm là đầu cặp rồng cất cao, đối xứng nhau qua hòn ngọc, tượng trưng cho mặt trăng, mặt trời. Mỗi thân rồng có 12 vây tượng trưng cho 12 tháng mưa thuận gió hòa trong năm. Đây là thiết kế đạt giải Nhất do Liên danh Công ty TNHH Đầu tư VTCO và WSP (Phần Lan) thiết kế trong cuộc thi tuyển kiến trúc công trình cầu Phật Tích – Đại Đồng Thành do Sở Giao thông vận tải tỉnh Bắc Ninh tổ chức vào năm 2016.
Cầu có tổng chiều dài 1.518 m, phần cầu vượt sông dài 1.215 m, điểm đầu thuộc địa phận xã Cảnh Hưng, huyện Tiên Du và điểm cuối tại xã Đại Đồng Thành, thị xã Thuận Thành. Cầu được thiết kế quy mô vĩnh cửu bê tông cốt thép, kết hợp vòm thép và hệ dây cáp treo vào mặt cầu. Mặt cắt ngang cầu rộng 22,5 m, với kiến trúc 5 nhịp vòm cao 40–67 m. Hai đầu cầu bố trí lối đi bộ hành lên cầu, kết nối đi lại thuận tiện với đường quy hoạch khu di tích Lăng Kinh Dương Vương và phạm vi đường dẫn bên phía đê bối Cảnh Hưng.

## Thi công
Công trình tổng mức đầu tư gần 1.927 tỷ đồng, được khởi công xây dựng vào ngày 21 tháng 1 năm 2018. Cầu được hợp long vào ngày 30 tháng 6 năm 2022 và đến tháng 3 năm 2023 thì 5 nhịp vòm thép được hoàn thành lắp đặt.
Ngày 11 tháng 10 năm 2023, tỉnh Bắc Ninh đã tổ chức lễ thông xe cầu Kinh Dương Vương tại xã Cảnh Hưng, huyện Tiên Du. Tại thời điểm thông xe, đây là cầu vòm thép cao nhất Việt Nam.